# بسمة الخطيب
بسمة الخطيب كاتبة لبنانية تعمل وتقيم منذ 2005 في الدوحة العاصمة القطرية.

## أعمالها
- دانتيل «مجموعة قصص» صادرة عن دار المدى - عام 2005
- شرفة بعيدة تنتظر «مجموعة قصص» صادرة عن دار الآداب عام 2009 التي حققت مرتبة الأكثر مبيعاً في معرض بيروت للكتاب عن فئة الكتب الأدبية.
- برتقال مر «رواية» صادرة عن دار الآداب عام 2015.
- نحر الغزال «مجموعة قصص» صادرة عن منشورات المتوسط عام 2024.[1]

## في الإعلام
كما عملت بسمة الخطيب صحافية في مطبوعات عربية عديدة أبرزها جريدتي السفير اللبنانية والحياة في أقسام الثقافة والميديا والمجتمع، ومجلة العربي الصغير حيث كتبت القصص وأعدت التحقيقات للأطفال، وكانت قد بدأت مشوارها المهني بعد التخرج من كلية الاعلام قسم الصحافة التلفزيونية والاذاعية في إذاعة «صوت الشعب» اللبنانية، حيث أعدت وقدّمت برنامجاً اذاعياً ثقافياً تحت عنوان «بعدك على بالي» استضاف على مدى ثلاث سنوات نخبة من المثقفين والفنانين العرب بينهم: محمود درويش وبهاء طاهر وسهيل ادريس والياس خوري ويمنى العيد ورفيق علي أحمد وانطوان كرباج وشوقي بزيع وطلال سلمان وكمال الشناوي وهند رستم...
تعمل منذ أربع سنوات وإلى اليوم في قناتي «الجزيرة للأطفال» وشقيقتها «براعم» وهما متخصصتان بالأطفال، حيث تعدّ برامج وتكتب مسلسلات للأطفال.

## للأطفال
درست التربية الحضانية وعملت عشر سنوات في هذا المجال. صدر لها إصداران للأطفال هما: «أروع قصص أندرسن الخرافية» و«كتاب الزهور» وهما من إصدارات مجلة العربي الصغير الكويتية.

## الجوائز
نال كتابها قنديل ألمى بنسخته الإنجليزية المسمى The Light of Hope الجائزة العالمية للكتاب، فرع كتب الأطفال للعام 2019.

## وصلات خارجية
- http://www.almadahouse.com/html/BkSrchResults.cfm
- http://www.jedaria.com/index.php?action=showDetails&id=684
- http://www.emaratalyoum.com/Articles/2009/2/Pages/02162009_9a9a7749d8d64f65b4834eb0599c9c8c.aspx